# Albert De Sutter
Albert De Sutter, bekend als ADS, (Gent, 2 augustus 1917 – Antwerpen, 20 september 1990) was een Belgisch muziekcriticus.
Hij was zoon van Karel De Sutter en diens echtgenote. Vader was de directeur van de Muziekschool in Kortrijk. Broer Ignace De Sutter verdiende ook zijn geld in de muziekwereld. Grootvader August De Sutter was directeur van muziekscholen in Oudenaarde en Ronse
Hij kreeg zijn muziekonderricht van zijn vader, al dan niet via genoemde muziekschool. Hij studeerde harmonieleer, contrapunt en fuga. Hij werd echter geen componiost of muziekpedagoog, maar muziekrecensent van de Gazet van Antwerpen. Ook op andere muzikale vlakken roerde hij zich. Hij was één van de oprichters van de Belgische Wagnervereniging (1957) en van vanaf 1958 bestuurslid van de Vereniging van de Belgische Muziekpers; hetgeen uitmondde in het voorzitterschap vanaf 1974. Vanuit die vereniging begon hij aan de "Snepvangers Prijs", de "Caeciliaprijs", prijzen die bedoeld waren voor de beste plaatopnamen voor de Belgische markt. Verder schreef hij over muziek voor naslagwerken. Hij publiceerde ten slotte Theorie en praktijk van de harmonieleer, een vertaling van het werk van H. Sarly. 
België kent de "Albert De Sutter Prijs", toe te kennen voor heruitgaven van historische opnamen.